# Insel der Seligen (Zitat)
Insel der Seligen oder Inseln der Seligen ist eine Redewendung, mit der ausgedrückt wird, dass eine Gemeinschaft von Unbill verschont ist, welche im Umfeld aber verbreitet auftritt. Der Ausdruck wird besonders in Österreich oft in politischen Reden verwendet, ist aber auch sonst im deutschsprachigen Raum gebräuchlich.

## Herkunft
Die „Inseln der Seligen“ (griechisch Elysion, lateinisch Elysium) sind in der griechischen Mythologie Orte im äußersten Westen des Erdkreises, an die ausgewählte Helden entrückt werden, um als Unsterbliche ein glückliches Leben zu führen.

## Verwendung
Der Ausdruck, Österreich sei eine „Isola felice“, eine „glückliche Insel“, wird Papst Paul VI. anlässlich eines Vatikanbesuches von Bundespräsident Franz Jonas zugeschrieben. In den 1970er Jahren wurde er unter Bundeskanzler Bruno Kreisky auf die Insel der Seligen umformuliert. Damit wurde vor allem der Mythos des österreichischen Sozialstaates, die Österreichische Neutralität und der im Vergleich zur Zwischenkriegszeit hohe Grad an sozialem Frieden ausgedrückt. Bis heute wird dieser Ausdruck verwendet jeweils in der Blickrichtung, ob man bestimmte Zustände loben will oder ob man etwas mahnen will, wie „Österreich ist keine Insel der Seligen!“. Papst Benedikt XVI. hat in seiner Rede in der Wiener Hofburg beim Österreichbesuch im Herbst 2007 beispielsweise ausdrücklich betont, Österreich sei keine „isola felice“.
Insel der Seligen war aber auch schon 1913 Titel eines für die PAGU gedrehten Stummfilms von Max Reinhardt, mit dem am 3. Oktober 1913 das für ein gehobenes, bürgerliches Publikum erbaute Großkino Union Theater, „U.T. Kurfürstendamm“ 26 in Berlin eröffnet wurde.

## Beispiele aus der Literatur
Karl Kraus und andere Autoren verwendeten den Ausdruck mehrfach in der Fackel, so Bruno Wolfgang: „Mir ist, als befände ich mich auf einer Insel der Seligen, die vom Drange jeglicher Leidenschaft befreit, einer selbstgewählten Gottheit dienen.“
Im achtzehnten Kapitel von Theodor Fontanes Roman Cécile findet sich folgende Stelle: „‚Insel der Seligen’, sagte Gordon vor sich hin […]“. Friedrich Nietzsche schrieb in Ecce Homo: „Tribschen – eine ferne Insel der Glückseligen.“. und Kurt Tucholsky 1922 in Gallettiana: „Hier ist es schön still, in der Bibliothek. […] eine Insel der Seligen.“